# جوناثان ليندسي
جوناثان ليندسي (بالإنجليزية: Jonathan Lindsay)‏ (16 أكتوبر 1992 في المملكة المتحدة - ) هو لاعب كرة قدم بريطاني في مركز الدفاع. لعب مع سانت جونستون ونادي بارتيك ثيسل ونادي بريتشين سيتي ونادي دمبرتون ونادي ستاليبريدج سيلتيك ونادي اربوراث.

## وصلات خارجية
- جوناثان ليندسي على موقع قاعدة بيانات كرة القدم.إي يو (الإنجليزية)
- جوناثان ليندسي على موقع Soccerbase.com (لاعب) (الإنجليزية)
- جوناثان ليندسي على موقع Soccerway.com (الإنجليزية)